# Cody (Nebraska)
Cody è un comune degli Stati Uniti d'America, situato nello Stato del Nebraska, nella Contea di Cherry.